# Richard Kern (Politiker)
Richard Kern (* 15. Oktober 1867 in Peilau-Gladißhof; † nach 1907) war ein deutscher Rittergutsbesitzer und Mitglied des Deutschen Reichstags.

## Leben
Kern besuchte das Realgymnasium zum heiligen Geist in Breslau, die Universität Breslau und die Landwirtschaftliche Hochschule. Ab 1891 war er Besitzer des Rittergutes Aslau. Weiter war er Amtsvorsteher und Kreistagsabgeordneter im Landkreis Bunzlau.
Von 1903 bis 1907 war er Mitglied des Deutschen Reichstags für den Wahlkreis Regierungsbezirk Liegnitz 4 Lüben, Bunzlau und die Deutschkonservative Partei.